# Kennie Chopart
Kennie Chopart (Tarm, 1 juni 1990) is een Deens voetballer (aanvaller) die sinds 2012 voor de IJslandse eersteklasser Stjarnan Garðabær uitkomt. 